# 魏兴郡 (北魏)
魏兴郡，中国南北朝时设置的郡。
魏太武帝太延五年（439年），置魏兴郡，属荆州。治所在商县（今陕西省商洛市山阳县）。魏文成帝太安二年（456年），分商县设立丰阳县。魏献文帝皇兴四年（470年）分丰阳县设立東上洛郡。魏孝文帝太和五年（481年）商县归入東上洛郡，另设阳亭县属于魏兴郡。荆州改为洛州。西魏废除魏兴郡。